# Smith & Wesson Ladysmith
S&W Ladysmith (пізніше LadySmith) — серія ручної зброї, яку випускала компанія Smith & Wesson з початку 20-го століття. Ранні моделі випускали під набій .22 Long. Починаючи з 1980-х, S&W почали випускати дещо модифікований варіант під назвою "LadySmith", короткоствольні револьвери та самозарядні пістолети.

## Історія
Компанія Smith & Wesson роками випускала зброю на кількох стандартних рамках. Рамка М відносилася до перших невеликих рамок Ladysmith. Пізні невеликі револьвери LadySmith робили на більших рамках J. Це був стандартний револьвер S&W на невеликій рамці.
Крихітна рамка M з ручним екстрактором під калібр .22" Ladysmith випускали з 1902 по 1921, а більш пізніші невеликі револьвери мали назву LadySmith з великою літерою "S".

## Моделі
- Smith & Wesson Модель 60 LadySmith (або Chief's Special LadySmith): модель з неіржавної сталі, невелика рамка, 5 набоїв, .38 Special або .357 Magnum.[2]
- Smith & Wesson Модель 65 LadySmith: модель з неіржавної сталі, середня рамка, 6 набоїв, .357 Magnum.[2]
- Smith & Wesson  Модель 631 LadySmith: модель з неіржавної сталі, невелика рамка, 6 набоїв, .32 H&R Magnum.
- Smith & Wesson Модель 642 LadySmith: невелика рамка, 5 набоїв, .38 Special, безкурковий револьвер з алюмінієвою рамкою та барабаном з неіржавної сталі.
- Smith & Wesson Модель 3913 LadySmith: компактний, 9 зарядний, самозарядний пістолет під набій 9 мм Luger, з алюмінієвою рамкою та затвором з неіржавної сталі.

## Модель 3913 LadySmith
Версія LadySmith модель 3913 відома як 3913LS. Він мав затвор з неіржавної сталі з рамкою з алюмінієвого сплаву.  Пістолет 3913LS мав інший вигляд затвора та рамки.  Він був розроблений лише під набій 9 мм.  Він має ствол довжиною 3.5 дюйми та магазин на вісім набоїв. Це самозарядний пістолет третього покоління, який S&W називає "традиційний подвійної дії". Це залежить від режиму дії, коли перший натиск на спусковий гачок дещо довший та важчий, оскільки в цей час зводиться курок, а потім відбувається удар курка по бойку. Після пострілу ударник знаходиться у зведеному стані, а тому наступне натискання намного коротше та легше. Важіль запобіжника збоку затвора при опусканні (a) безпечно знімає курок з бойового зводу та (b) запобігає випадковому пострілу роз'єднуючи спусковий гачок та обертаючи блок між курком та бойком. Пістолет 3913 популярний серед правоохоронці, яким потрібно приховано носити службову зброю. Lady Smith дуже плаский оскільки має однорядний магазин і лише один запобіжник на лівій стороні на відміну від двобічного запобіжника пістолета 3913NL.